# Rudolph Michael Schindler
Rudolph Michael Schindler (* 10. September 1887 in Wien; † 22. August 1953 in Los Angeles, Kalifornien) war ein US-amerikanischer Architekt österreichischer Herkunft, der vor allem im Villenbau im Großraum Los Angeles tätig war und – insbesondere innerhalb der USA – als wichtiger Vertreter der klassischen Moderne in der Architektur gilt.

## Leben

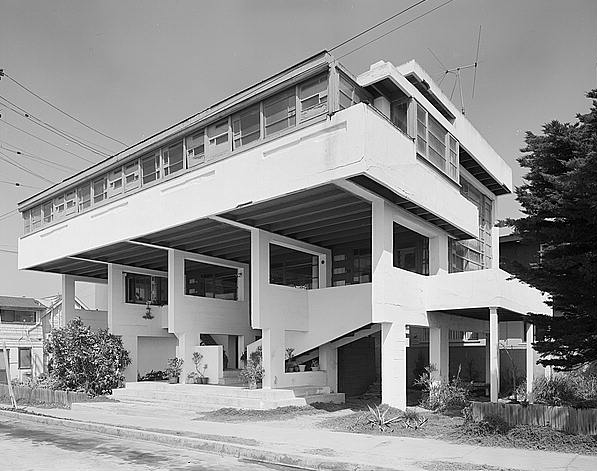
Das Strandhaus Lovell in Newport Beach, Kalifornien

Rudolph Michael Schindler studierte von 1906 bis 1913 Bauingenieurwesen und Architektur in Wien. Dort war er zusammen mit Richard Neutra Schüler von Otto Wagner und Adolf Loos. 1914 reiste Schindler nach New York City und dann weiter nach Chicago, wo er drei Jahre lang als Zeichner in einem Büro arbeitete. 1917 kam er in das Büro von Frank Lloyd Wright, wo er vier Jahre verblieb, weitgehend eigenständig Projekte abwickelte und für den er 1920 die Bauleitung am Haus Barnsdale in Los Angeles übernahm.
1919 heiratete Schindler Sophie Pauline Gibling.
1921 plante und baute er zusammen mit seiner Frau, dem befreundeten Bauingenieur Clyde Chace und dessen Frau Marian ein Wohnhaus mit Büro in West Hollywood. Das mehrflügelige Haus enthält getrennte Wohnbereiche, eine gemeinsame Küche sowie Büroflächen. Es gehört zu Schindlers bedeutendsten Bauten, insbesondere die engen Beziehungen der Innen- und Außenräume sind hervorzuheben.
1926 zog Richard Neutra mit seiner Familie zu den Schindlers in das Haus. Beide gründeten die Architectural Group for Industry and Commerce und erarbeiteten einige Projekte gemeinsam, entzweiten sich aber 1930.
1925 bis 1926 entstand das Strandhaus Lovell in Newport Beach, welches vor allem durch sein über zwei Geschosse völlig offenliegendes Betontragwerk auffällt. Dieses Projekt gehört zu den wichtigsten Werken Schindlers. Es wurde für Philip M. Lovell errichtet, nach dem das Gebäude auch benannt ist. Einer der Mieter des brutalistischen Strandhauses Lovell war Konrad Ludwig Wachsmann, der Pionier industrialisierten Bauens.
1946 baute Schindler das Haus Kallis für einen Künstler in einer weit expressiveren Formensprache mit schräggestellten Wand- und Dachscheiben und starken Auflösung der Flächen in Einzelelemente, 1948 bis 1949 das Haus Janson als dreigeschossiges Gebäude an einem Steilhang mit sich nach oben weitenden Grundflächen der Stockwerke.
1951 wurde bei Schindler Krebs diagnostiziert, zwei Jahre später starb er am 22. August in einem Krankenhaus.

## Werk
Schindler plante und baute vor allem Privathäuser, zum überwiegenden Teil in Südkalifornien. Insgesamt bearbeitete er etwa 330 Projekte, davon wurden zirka 150 ausgeführt. Merkmale von Schindlers Gebäuden sind eine genaue Auseinandersetzung mit dem Gelände (viele Gebäude liegen in teils steilen Hanglagen und nutzen dies oft räumlich durch abgestufte, treppenartig angeordnete Raumvolumina), und seine Formensprache, die gekennzeichnet ist durch klare, scharfe Linien, eine ausgeprägte Differenzierung von Einzelvolumina und der räumlichen Situationen, sowie durch offene Raumübergänge. Der Einfluss Wrights und Loos’ ist hierin erkennbar. Schindler gilt als bedeutender Vordenker für die Planungen der Case Study Houses.
Je nach Bauaufgabe und Situation variieren die Baustoffe zwischen massiven Elementen mit rohen Putz- oder Betonoberflächen und feinen Holzstützen mit Glasausfachungen. Durch die bevorzugte Verwendung von Stahlbeton als Baustoff bei damals geringen Fertigkeiten der ausführenden Firmen sind viele Gebäude nach sechzig bis achtzig Jahren in sehr schlechtem Zustand.
Seine Arbeit wurde während seiner Lebenszeit von der Architekturkritik und Theoretikern wenig beachtet, wohl weil es sich selten um Großbauwerke, sondern meist um kleinere Wohnhäuser und Villen handelte, erlebte jedoch in Europa und den USA seit den 1980er Jahren eine Renaissance bei der Kritik.

## Außenstelle des MAK
1994 gründete das Wiener Museum für angewandte Kunst das MAK Center for Art and Architecture als neue Außenstelle, welche nunmehr in drei wichtigen Gebäuden des Architekten in Los Angeles (Rudolph Schindler House, Pearl M. Mackey Apartment House, Fitzpatrick-Leland House) untergebracht ist. Im Brennpunkt stehen neue Tendenzen und interdisziplinäre Entwicklungen in den Bereichen bildende Kunst und Architektur, welche durch Stipendien und Projekte forciert und durch wechselnde Ausstellungen erweitert werden.

## Bauten

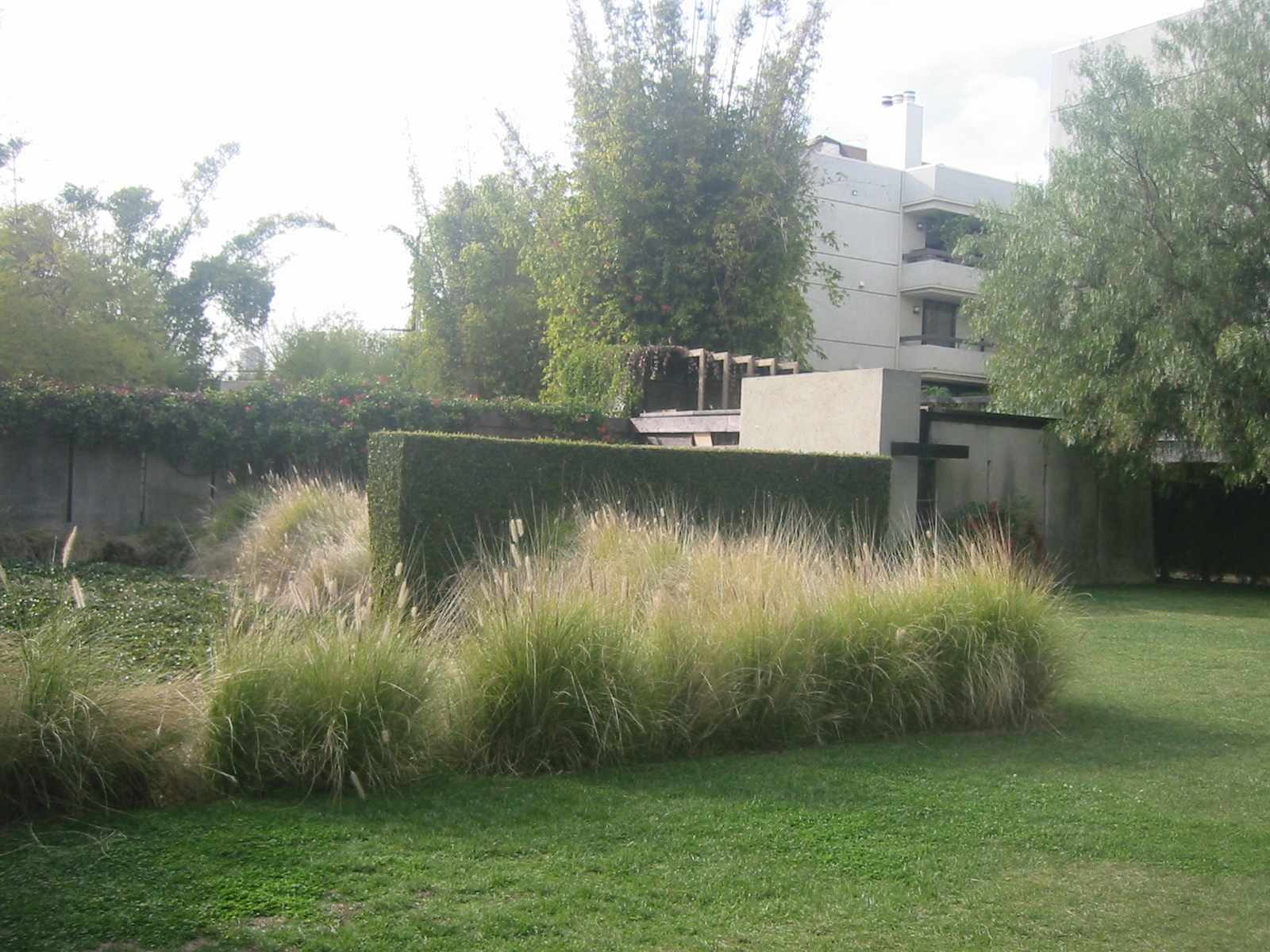
Haus Schindler

- 1921–1922: Haus Schindler/Chace, North Kings Road, West Hollywood
- 1922: Doppelhaus Mrs. E. E. Lacey, 830-832 Laguna Avenue, Los Angeles
- 1922: I. Binder and H. Gross Apartments, 103-111 North Soto Street, Los Angeles
- 1923: Landhaus Charles P. Lowe, Eaglerock, 325 Ellenwood Drive (zerstört)[1]
- 1923: S. Friedman und A. Koploy Apartments, 115 North Soto Street, Los Angeles
- 1924: Haus Packard, North Gainsborough Drive, South Pasadena
- 1923–1925: Pueblo Ribera Court, Ferienhäuser für Frank Lloyd Wright, Gravilla Street, La Jolla
- Haus How, 1925, Silver Ridge Avenue, Silver Lake, Los Angeles
- Strandhaus Lovell, 1925–1926, 1242 W.Ocean Avenue, Newport Beach, Orange County
- Manola Court, 1926–1928, Edgecliff Drive, Los Angeles
- Haus Grokowsky, 1928, Bonita Drive, South Pasadena
- Haus Wolfe, 1928–1929, Old Stage Road, Avalon, Catalina Island
- Haus Elliot, 1930, Newdale Drive, Los Angeles
- Haus Oliver, 1933–1934, Micheltorena Avenue, Los Angeles
- Haus Buck, 1934, Eighth Street, Los Angeles
- Haus Van Patten, 1934–1935, Moreno Drive, Los Angeles
- Haus Walker, 1935–1936, Kenilworth Avenue, Los Angeles
- Haus McAlmon, 1935–1936, Waverly Drive, Los Angeles
- Haus Fitzpatrick, 1936, Woodrow Drive, Los Angeles
- Appartementgebäude Bubeshko, 1937–1938, Griffith Park Boulevard, Los Angeles
- Haus Wilson, 1935–1939, Redcliff Street, Los Angeles
- Appartementgebäude Mackey, 1939–1940, South Cochran Avenue, Los Angeles
- Appartementgebäude Falk, 1940, Carnation Avenue, Los Angeles
- Haus Droste, 1940, Kenilworth Avenue, Los Angeles
- Haus Gold, 1940–1944, Reklaw Drive, Los Angeles
- Haus Harris, 1942, Willow Glen, Los Angeles
- Baptistenkirche „Bethlehem“, 1944, South Compton Avenue, Los Angeles
- Haus Daugherty, 1945–1946, Louise Avenue, Encino
- Haus und Atelier Kallis, 1946, Multiview Drive, Studio City
- Haus Pressburger, 1945–1947, Agnes Street, Studio City
- Haus Lechner, 1946–1948, Amanda Drive, Studio City
- Laurelwood Apartments, 1948–1949, Laurelwood Drive, Studio City
- Haus Janson, 1948–1949, Skyline Drive, Los Angeles
- Haus Tischler, 1949–1950, Greenfield Avenue, Westwood
- Haus Erlik, 1950–1951, Curson Avenue, Los Angeles